# هارولد براون (لاعب هوكي الجليد)
هارولد براون هو لاعب هوكي الجليد كندي، ولد في 14 سبتمبر 1920 في براندون في كندا، وتوفي في 12 يناير 1997 في كالغاري في كندا.

## وصلات خارجية
- هارولد براون على موقع دوري الهوكي الوطني (الإنجليزية)
- هارولد براون على موقع EliteProspects.com (الإنجليزية)
- هارولد براون على موقع HockeyDB.com (الإنجليزية)
- هارولد براون على موقع Hockey-Reference.com (الإنجليزية)